# George Bass
George Bass (30 de gener, 1771 - 1803) va ser un cirurgià de la Marina Reial Britànica i explorador d'Austràlia.

## Biografia
Va néixer a Aswarby, prop de Sleaford (Lincolnshire). Va estudiar en Boston (Lincolnshire), on va obtenir el títol de medicina en 1789. En 1794 es va unir a la Royal Navy com cirurgià. Va arribar a Sydney en el HMS Reliance al febrer de 1795 al costat de Matthew Flinders. Ambdós, amb la companya de William Martin van explorar Botany Bay, no lluny de Sidney i també el riu Georges.
En 1796 van explorar Port Hacking. En 1797 Bass va arribar al cap Howe, el punt més llunyà al qual s'havia arribat al sud-est d'Austràlia, i va seguir fins aproximadament el que avui és Melbourne. En 1798 va descobrir l'estret situat entre Austràlia i Tasmània, que des de 1803 duu el seu nom (estret de Bass).
Durant els seus viatges, Bass va recollir espècies de plantes que va enviar a Joseph Banks i va ser una de les primeres persones a descriure el wombat. Bass també va ser el primer blanc a arribar a la regió de Kiama, de la qual va escriure nombroses notes sobre la seva complexitat botànica i el seu guèiser marí. En 1799 va tornar a Anglaterra i va tornar de nou a Sidney el 1801, des d'on el 1803 va emprendre viatge a Tahití. No es va tornar a saber més d'ell.